# Eustomias binghami
Eustomias binghami és una espècie de peix de la família dels estòmids i de l'ordre dels estomiformes.

## Morfologia
- Els mascles poden assolir 14,4 cm de longitud total.[4][5]

## Hàbitat
És un peix marí i d'aigües subtropicals que viu entre 75-1.700 m de fondària.

## Distribució geogràfica
Es troba a l'Atlàntic occidental central (34-22°N, 80-45°W).